# Eishockey-Weltmeisterschaft der U20-Junioren 2008
Die 32. Eishockey-Weltmeisterschaften der U20-Junioren der Internationalen Eishockey-Föderation IIHF waren die Eishockey-Weltmeisterschaften des Jahres 2008 in der Altersklasse der Unter-Zwanzigjährigen (U20). Insgesamt nahmen zwischen dem 9. Dezember 2007 und 24. Januar 2008 41 Nationalmannschaften an den sechs Turnieren der Top-Division sowie der Divisionen I bis III teil.
Der Weltmeister wurde zum vierten Mal in Folge und zum 14. Mal insgesamt die Mannschaft Kanadas, die im Finale Schweden mit 3:2 nach Verlängerung bezwingen konnte. Die deutsche Mannschaft konnte sich mit dem Sieg in der Gruppe A der Division I den direkten Wiederaufstieg in die Top-Division sichern, die Schweiz belegte den neunten Platz in der Top-Division und stieg damit in die Division I ab. Österreich wurde in der Gruppe A der Division I hinter Deutschland Zweiter und verpasste somit den Aufstieg in die Top-Division.

## Teilnehmer, Austragungsorte und -zeiträume
- Top-Division: 26. Dezember 2007 bis 5. Januar 2008 in Pardubice und Liberec, Tschechien
Teilnehmer:  Dänemark (Aufsteiger),  Finnland,  Kanada (Titelverteidiger),  Kasachstan (Aufsteiger),  Russland,  Schweden,  Schweiz,  Slowakei,  Tschechien,  USA
- Division I
  - Gruppe A: 9. bis 15. Dezember 2007 in Bad Tölz, Deutschland
Teilnehmer:  Deutschland (Absteiger),  Litauen (Aufsteiger),  Norwegen,  Österreich,  Polen,  Ukraine
  - Gruppe B: 12. bis 18. Dezember 2007 in Riga, Lettland
Teilnehmer:  Belarus (Absteiger),  Frankreich,  Großbritannien,  Lettland,  Slowenien,  Ungarn (Aufsteiger)
- Division II
  - Gruppe A: 9. bis 15. Dezember 2007 in Canazei, Italien
Teilnehmer:  Belgien (Aufsteiger),  Island,  Japan,  Italien (Absteiger),  Rumänien,  Südkorea
  - Gruppe B: 10. bis 16. Dezember 2007 in Tallinn, Estland
Teilnehmer:  Volksrepublik China (Aufsteiger),  Estland (Absteiger),  Kroatien,  Mexiko,  Niederlande,  Spanien
- Division III: 16. bis 24. Januar 2008 in Belgrad, Serbien
Teilnehmer:  Armenien,  Australien (Absteiger),  Bulgarien,  Neuseeland,  Serbien (Absteiger),  Südafrika (erste Teilnahme seit 2005),  Türkei

## Top-Division
Die U20-Weltmeisterschaft wurde vom 26. Dezember 2007 bis zum 5. Januar 2008 in Pardubice und Liberec in Tschechien ausgetragen. Die Spiele fanden in der ČEZ Aréna (10.300 Plätze) und in der Tipsport Arena (7.250 Plätze) statt.
Es nahmen zehn Nationalmannschaften teil, die in zwei Gruppen zu je fünf Teams spielten. Die kanadische Mannschaft wurde durch einen 3:2-Finalsieg nach Verlängerung über Schweden zum vierten Mal in Folge und insgesamt 14. Weltmeister, nachdem sie in der Vorrunde den Schweden noch überraschend unterlegen waren.
| Gruppe A   | Gruppe B   |
| ---------- | ---------- |
| Kanada     | Russland   |
| Schweden   | USA        |
| Tschechien | Finnland   |
| Slowakei   | Schweiz    |
| Dänemark   | Kasachstan |

### Modus
Nach den Gruppenspielen der Vorrunde qualifizierten sich die beiden Gruppenersten direkt für das Halbfinale. Die Gruppenzweiten und -dritten bestritten je ein Qualifikationsspiel zur Halbfinalteilnahme. Die Vierten und Fünften der Gruppenspiele bestritten – bei Mitnahme des Ergebnisses der direkten Begegnung aus der Vorrunde – die Abstiegsrunde und ermittelten dabei zwei Absteiger in die Division I.

### Austragungsorte
| Pardubice |

| Liberec |

| Pardubice |

| Liberec |

### Vorrunde

#### Gruppe A
| 26. Dezember 2007 16:00 Uhr (Ortszeit) | Schweden R. Figren (10:20) P. Berglund (16:14) R. Figren (48:05) J. Alcén (55:03) | 4:3 (2:1, 0:0, 2:2) Spielbericht | Slowakei M. Bališ (2:10) I. Roháč (48:56) T. Marcinko (50:15) | ČEZ Aréna, Pardubice Zuschauer: 7.692 |

| 26. Dezember 2007 20:00 Uhr | Tschechien | 0:3 (0:0, 0:1, 0:2) Spielbericht | Kanada J. Tavares (31:21) M. Halischuk (43:57) J. Tavares (51:53) | ČEZ Aréna, Pardubice Zuschauer: 10.057 |

| 27. Dezember 2007 16:00 Uhr | Slowakei | 0:2 (0:0, 0:1, 0:1) Spielbericht | Kanada K. Turris (20:54) K. Turris (53:20) | ČEZ Aréna, Pardubice Zuschauer: 3.657 |

| 27. Dezember 2007 20:00 Uhr | Tschechien M. Frolík (0:22) M. Frolík (3:26) M. Frolík (13:09) J. Sklenář (23:30) P. Strapáč (51:41) | 5:2 (3:0, 1:2, 1:0) Spielbericht | Dänemark K. Leder (28:00) S. Hjulmand (33:09) | ČEZ Aréna, Pardubice Zuschauer: 3.260 |

| 28. Dezember 2007 18:00 Uhr | Dänemark M. Poulsen (1:06) | 1:10 (1:2, 0:4, 0:4) Spielbericht | Schweden O. Möller (7:19) T. Forsberg (9:56) M. Backlund (26:20) T. Lagerström (30:12) M. Backlund (32:43) R. Figren (34:20) T. Lagerström (46:29) P. Berglund (51:58) M. Pääjärvi-Svensson (52:30) P. Lundh (54:25) | ČEZ Aréna, Pardubice Zuschauer: 654 |

| 29. Dezember 2007 16:00 Uhr | Slowakei O. Ďuriš (38:17) E. Čaládi (52:20) | 2:5 (0:2, 1:2, 1:1) Spielbericht | Tschechien J. Sklenář (7:11) M. Frolík (19:59) D. Bártek (24:45) J. Sklenář (26:10) M. Látal (54:27) | ČEZ Aréna, Pardubice Zuschauer: 10.194 |

| 29. Dezember 2007 20:00 Uhr | Kanada B. Marchand (19:05) S. Matthias (42:17) C. Giroux (56:18) | 3:4 (1:0, 0:0, 2:4) Spielbericht | Schweden E. Moe (45:14) T. Lagerström (46:45) O. Möller (49:09) T. Forsberg (59:53) | ČEZ Aréna, Pardubice Zuschauer: 8.547 |

| 30. Dezember 2007 18:00 Uhr | Dänemark M. Bødker (43:36) N. Hardt (48:01) M. Poulsen (59:35) | 3:4 (0:1, 0:2, 3:1) Spielbericht | Slowakei I. Roháč (8:25) M. Češík (27:43) E. Čaládi (31:06) M. Slovák (48:24) | ČEZ Aréna, Pardubice Zuschauer: 468 |

| 31. Dezember 2007 14:00 Uhr | Schweden O. Möller (4:11) P. Berglund (23:37) T. Larsson (24:42) R. Figren (41:26) | 4:2 (1:0, 2:0, 1:2) Spielbericht | Tschechien A. Bořuta (40:44) J. Sklenář (50:10) | ČEZ Aréna, Pardubice Zuschauer: 6.272 |

| 31. Dezember 2007 18:00 Uhr | Kanada S. Matthias (12:44) J. Tavares (18:08) K. Turris (28:18) K. Turris (54:42) | 4:1 (2:0, 1:0, 1:1) Spielbericht | Dänemark M. Bødker (49:36) | ČEZ Aréna, Pardubice Zuschauer: 1.158 |

| Pl. |            | Sp | S | OTS | OTN | N | Tore  | Punkte |
| 1.  | Schweden   | 4  | 4 | 0   | 0   | 0 | 22:09 | 12     |
| 2.  | Kanada     | 4  | 3 | 0   | 0   | 1 | 12:05 | 9      |
| 3.  | Tschechien | 4  | 2 | 0   | 0   | 2 | 12:11 | 6      |
| 4.  | Slowakei   | 4  | 1 | 0   | 0   | 3 | 09:14 | 3      |
| 5.  | Dänemark   | 4  | 0 | 0   | 0   | 4 | 07:23 | 0      |

Abkürzungen: Pl. = Platz, Sp = Spiele, S = Siege, OTS = Siege nach Verlängerung (Overtime) oder Penaltyschießen, OTN = Niederlagen nach Verlängerung oder Penaltyschießen, N = Niederlagen

Erläuterungen: Halbfinalqualifikant, Viertelfinalqualifikant, Abstiegsrundenqualifikant

#### Gruppe B
| 26. Dezember 2007 16:00 Uhr (Ortszeit) | USA J. van Riemsdyk (19:57) R. Rakhshani (24:58) M. Carman (26:23) C. Wilson (44:11) K. Okposo (57:43) | 5:1 (1:1, 2:0, 2:0) Spielbericht | Kasachstan A. Kurschuk (14:46) | Tipsport Arena, Liberec Zuschauer: 1.029 |

| 26. Dezember 2007 20:00 Uhr | Finnland N. Aaltonen (7:20) J. Jalvanti (15:02) J. Puustinen (43:33) M. Wärn (43:59) | 4:7 (2:1, 0:4, 2:2) Spielbericht | Russland M. Kalimulin (11:47) J. Bodrow (26:26) W. Golubzow (27:32) A. Anissimow (32:34) A. Koroljow (34:32) W. Tichonow (40:25) D. Kugryschew (56:22) | Tipsport Arena, Liberec Zuschauer: 1.720 |

| 27. Dezember 2007 16:00 Uhr | Kasachstan J. Rymarew (3:58) K. Sawenkow (14:21) J. Worobjow (35:47) M. Katschulin (53:10) | 4:5 (2:0, 1:4, 1:1) Spielbericht | Russland W. Tichonow (20:25) A. Tscherepanow (21:19) J. Kurbatow (31:37) A. Gordejew (36:27) J. Alexandrow (53:30) | Tipsport Arena, Liberec Zuschauer: 796 |

| 27. Dezember 2007 20:00 Uhr | Finnland J. Puustinen (17:36) H. Pesonen (22:45) J. Malinen (43:05) S. Salminen (PS) | 4:3 n. P. (1:2, 1:0, 1:1, 0:0, 1:0) Spielbericht | Schweiz K. Lötscher (9:37) R. Suri (14:47) G. Sciaroni (59:14) | Tipsport Arena, Liberec Zuschauer: 980 |

| 28. Dezember 2007 18:00 Uhr | Schweiz A. Bykov (24:17) A. Jacquemet (55:45) | 2:4 (0:1, 1:1, 1:2) Spielbericht | USA C. Wilson (5:08) B. Sanguinetti (22:57) J. van Riemsdyk (42:27) C. Wilson (49:30) | Tipsport Arena, Liberec Zuschauer: 1.222 |

| 29. Dezember 2007 16:00 Uhr | Kasachstan | 0:5 (0:1, 0:2, 0:2) Spielbericht | Finnland N. Aaltonen (2:59) J. Kemppainen (23:37) J. Kemppainen (26:37) N. Lucenius (46:17) J. Puustinen (48:30) | Tipsport Arena, Liberec Zuschauer: 1.354 |

| 29. Dezember 2007 20:00 Uhr | Russland A. Tscherepanow (28:36) W. Tichonow (54:36) | 2:3 (0:1, 1:0, 1:2) Spielbericht | USA T. Ruegsegger (11:31) J. van Riemsdyk (43:01) M. Carman (47:44) | Tipsport Arena, Liberec Zuschauer: 4.654 |

| 30. Dezember 2007 18:00 Uhr | Schweiz Y. Weber (53:49) | 1:3 (0:1, 0:1, 1:1) Spielbericht | Kasachstan J. Worobjow (7:39) J. Worobjow (28:19) J. Rymarew (59:07) | Tipsport Arena, Liberec Zuschauer: 513 |

| 31. Dezember 2007 14:00 Uhr | Russland A. Koroljow (1:31) D. Sajustow (20:46) A. Gordejew (37:49) W. Tichonow (55:31) | 4:3 (1:1, 2:1, 1:1) Spielbericht | Schweiz A. Jacquemet (9:41) D. Wieser (28:45) M. Maurer (57:40) | Tipsport Arena, Liberec Zuschauer: 551 |

| 31. Dezember 2007 18:00 Uhr | USA C. Wilson (9:29) C. Wilson (13:20) C. Wilson (21:43) T. Ruegsegger (24:44) J. van Riemsdyk (29:14) | 5:3 (2:0, 3:0, 0:3) Spielbericht | Finnland N. Aaltonen (50:52) M. Kousa (55:21) N. Lucenius (59:14) | Tipsport Arena, Liberec Zuschauer: 1.133 |

| Pl. |            | Sp | S | OTS | OTN | N | Tore  | Punkte |
| 1.  | USA        | 4  | 4 | 0   | 0   | 0 | 17:08 | 12     |
| 2.  | Russland   | 4  | 3 | 0   | 0   | 1 | 18:14 | 9      |
| 3.  | Finnland   | 4  | 1 | 1   | 0   | 2 | 16:15 | 5      |
| 4.  | Kasachstan | 4  | 1 | 0   | 0   | 3 | 08:15 | 3      |
| 5.  | Schweiz    | 4  | 0 | 0   | 1   | 3 | 09:15 | 1      |

Abkürzungen: Pl. = Platz, Sp = Spiele, S = Siege, OTS = Siege nach Verlängerung (Overtime) oder Penaltyschießen, OTN = Niederlagen nach Verlängerung oder Penaltyschießen, N = Niederlagen

Erläuterungen: Halbfinalqualifikant, Viertelfinalqualifikant, Abstiegsrundenqualifikant

### Abstiegsrunde
| 2. Januar 2008 16:00 Uhr (Ortszeit) | Slowakei M. Slovák (5:50) D. Jančovič (31:13) T. Marcinko (39:48) E. Čaládi (58:54) J. Mikúš (59:51) | 5:2 (1:0, 2:0, 2:2) Spielbericht | Schweiz E. Froidevaux (40:40) A. Lemm (46:07) | Tipsport Arena, Liberec Zuschauer: 564 |

| 2. Januar 2008 20:00 Uhr | Kasachstan J. Gasnikow (8:53) J. Worobjow (33:42) J. Rymarew (38:36) J. Rymarew (52:08) J. Rymarew (59:11) J. Rymarew (59:25) | 6:3 (1:0, 2:2, 3:1) Spielbericht | Dänemark L. Eller (22:38) L. Eller (38:59) N. Hardt (43:43) | Tipsport Arena, Liberec Zuschauer: 149 |

| 3. Januar 2008 16:00 Uhr | Schweiz Y. Weber (15:31) A. Lemm (32:36) A. Lemm (39:29) R. Suri (43:12) R. Schlagenhauf (58:37) | 5:2 (1:1, 2:1, 2:0) Spielbericht | Dänemark L. Eller (4:38) M. Bødker (26:57) | Tipsport Arena, Liberec Zuschauer: 251 |

| 3. Januar 2008 20:00 Uhr | Slowakei O. Ďuriš (6:40) D. Skokan (14:00) I. Roháč (15:45) D. Skokan (19:39) E. Čaládi (32:33) P. Lušňák (35:13) P. Lušňák (37:32) D. Jančovič (50:05) | 8:0 (4:0, 3:0, 1:0) Spielbericht | Kasachstan | Tipsport Arena, Liberec Zuschauer: 359 |

| Pl. |            | Sp | S | OTS | OTN | N | Tore  | Punkte |
| 1.  | Slowakei   | 3  | 3 | 0   | 0   | 0 | 17:05 | 9      |
| 2.  | Kasachstan | 3  | 2 | 0   | 0   | 1 | 09:12 | 6      |
| 3.  | Schweiz    | 3  | 1 | 0   | 0   | 2 | 08:10 | 3      |
| 4.  | Dänemark   | 3  | 0 | 0   | 0   | 3 | 08:15 | 0      |

Anmerkung: Die Vorrundenspiele  Dänemark –  Slowakei (3:4) und  Schweiz –  Kasachstan (1:3) sind in die Tabelle eingerechnet.

Abkürzungen: Pl. = Platz, Sp = Spiele, S = Siege, OTS = Siege nach Verlängerung (Overtime) oder Penaltyschießen, OTN = Niederlagen nach Verlängerung oder Penaltyschießen, N = Niederlagen

Erläuterungen: Absteiger in die Division I

### Finalrunde
|  | Viertelfinale    | Viertelfinale | Viertelfinale |    |          | Halbfinale | Halbfinale | Halbfinale |    |     | Finale           | Finale           | Finale           |
|  |                  |               |               |    |          |            |            |            |    |     |                  |                  |                  |
|  |                  |               |               |    |          | A1         | Schweden   | 2          |    |     |                  |                  |                  |
|  | B2               | Russland      | 4             |    |          | B2         | Russland   | 1          |    |     |                  |                  |                  |
|  | A3               | Tschechien    | 1             |    |          |            |            |            |    | A1  | Schweden         | 2                |                  |
|  |                  |               |               |    | A2       | Kanada     | 3          |            |    |     |                  |                  |                  |
|  |                  |               |               | B1 | USA      | 1          |            |            |    |     |                  |                  |                  |
|  | A2               | Kanada        | 4             |    |          | A2         | Kanada     | 4          |    |     | Spiel um Platz 3 | Spiel um Platz 3 | Spiel um Platz 3 |
|  | B3               | Finnland      | 2             |    |          |            |            |            | B1 | USA | 2                |                  |                  |
|  |                  |               |               | B2 | Russland | 4          |            |            |    |     |                  |                  |                  |
|  |                  |               |               |    |          |            |            |            |    |     |                  |                  |                  |
|  | Spiel um Platz 5 |               |               |    |          |            |            |            |    |     |                  |                  |                  |
|  | A3               | Tschechien    | 5             |    |          |            |            |            |    |     |                  |                  |                  |
|  | B3               | Finnland      | 1             |    |          |            |            |            |    |     |                  |                  |                  |

#### Viertelfinale
| 2. Januar 2008 16:00 Uhr (Ortszeit) | Kanada J. Tavares (27:23) S. Stamkos (42:20) B. Marchand (50:32) S. Legein (59:30) | 4:2 (0:1, 1:0, 3:1) Spielbericht | Finnland J. Puustinen (7:23) J.-M. Juutilainen (45:42) | ČEZ Aréna, Pardubice Zuschauer: 5.187 |

| 2. Januar 2008 20:00 Uhr | Russland J. Selesnjow (27:58) W. Tichonow (35:04) N. Filatow (36:57) A. Koroljow (50:10) | 4:1 (0:0, 3:1, 1:0) Spielbericht | Tschechien R. Meidl (37:20) | ČEZ Aréna, Pardubice Zuschauer: 8.420 |

#### Spiel um Platz 5
| 3. Januar 2008 18:00 Uhr | Tschechien D. Bártek (26:44) M. Frolík (27:59) T. Kundrátek (39:20) Z. Hampl (47:46) M. Látal (57:07) | 5:1 (0:1, 3:0, 2:0) Spielbericht | Finnland H. Pesonen (1:59) | ČEZ Aréna, Pardubice Zuschauer: 483 |

#### Halbfinale
| 4. Januar 2008 16:00 Uhr | Schweden R. Figren (51:50) M. Backlund (66:18) | 2:1 n. V. (0:0, 0:1, 1:0, 1:0) Spielbericht | Russland N. Filatow (38:27) | ČEZ Aréna, Pardubice Zuschauer: 3.286 |

| 4. Januar 2008 20:00 Uhr | USA J. van Riemsdyk (53:26) | 1:4 (0:0, 0:2, 1:2) Spielbericht | Kanada S. Matthias (22:46) K. Alzner (30:00) C. Gillies (47:04) B. Marchand (47:24) | ČEZ Aréna, Pardubice Zuschauer: 5.621 |

#### Spiel um Platz 3
| 5. Januar 2008 16:00 Uhr | USA R. Rakhshani (30:47) J. Schroeder (53:39) | 2:4 (0:3, 1:1, 1:0) Spielbericht | Russland A. Tscherepanow (3:59) J. Kurbatow (11:04) N. Filatow (16:57) N. Filatow (21:30) | ČEZ Aréna, Pardubice Zuschauer: 5.468 |

#### Finale
| 5. Januar 2008 20:00 Uhr | Schweden J. Carlsson (45:13) T. Larsson (59:22) | 2:3 n. V. (0:2, 0:0, 2:0, 0:1) Spielbericht | Kanada B. Marchand (1:27) C. Giroux (17:01) M. Halischuk (63:36) | ČEZ Aréna, Pardubice Zuschauer: 7.480 |

### Statistik

#### Beste Scorer
Abkürzungen: GP = Spiele, G = Tore, A = Assists, Pts = Punkte, +/− = Plus/Minus, PIM = Strafminuten; Fett: Turnierbestwert
| Spieler            | Team       | GP | G | A | Pts | +/− | PIM |
| ------------------ | ---------- | -- | - | - | --- | --- | --- |
| James van Riemsdyk | USA        | 6  | 5 | 6 | 11  | +4  | 2   |
| Nikita Filatow     | Russland   | 7  | 4 | 5 | 9   | +7  | 10  |
| Marek Slovák       | Slowakei   | 6  | 2 | 7 | 9   | +2  | 12  |
| Kyle Turris        | Kanada     | 7  | 4 | 4 | 8   | +3  | 2   |
| Arnaud Jacquemet   | Schweiz    | 6  | 2 | 6 | 8   | +1  | 4   |
| Dávid Skokan       | Slowakei   | 6  | 2 | 6 | 8   | +1  | 4   |
| Jordan Schroeder   | USA        | 6  | 1 | 7 | 8   | +1  | 2   |
| Jewgeni Rymarew    | Kasachstan | 6  | 6 | 1 | 7   | +2  | 0   |
| Colin Wilson       | USA        | 6  | 6 | 1 | 7   | +2  | 4   |
| Robin Figren       | Schweden   | 6  | 5 | 2 | 7   | +4  | 2   |

#### Beste Torhüter
Abkürzungen: GP = Spiele, TOI = Eiszeit (in Minuten), GA = Gegentore, SO = Shutouts, Sv% = gehaltene Schüsse (in %), GAA = Gegentorschnitt; Fett: Turnierbestwert
| Spieler          | Team       | GP | TOI    | GA | SO | Sv%   | GAA  |
| ---------------- | ---------- | -- | ------ | -- | -- | ----- | ---- |
| Steve Mason      | Kanada     | 5  | 303:36 | 6  | 1  | 95,12 | 1,19 |
| Július Hudáček   | Slowakei   | 6  | 359:08 | 16 | 1  | 92,08 | 2,67 |
| Sergei Bobrowski | Russland   | 6  | 366:07 | 15 | 0  | 91,85 | 2,46 |
| Michal Neuvirth  | Tschechien | 4  | 240:00 | 10 | 0  | 90,99 | 2,50 |
| Jhonas Enroth    | Schweden   | 5  | 308:56 | 12 | 0  | 90,48 | 2,33 |

### Abschlussplatzierungen
| Pl. | Team       |
| --- | ---------- |
| 1   | Kanada     |
| 2   | Schweden   |
| 3   | Russland   |
| 4   | USA        |
| 5   | Tschechien |
| 6   | Finnland   |
| 7   | Slowakei   |
| 8   | Kasachstan |
| 9   | Schweiz    |
| 10  | Dänemark   |

### Titel, Auf- und Abstieg
| Weltmeister Kanada | Karl Alzner, Jonathan Bernier, Zach Boychuk, Drew Doughty, Colton Gillies, Claude Giroux, Josh Godfrey, Matt Halischuk, Thomas Hickey, Riley Holzapfel, Stefan Legein, Brad Marchand, Steve Mason, Shawn Matthias, Logan Pyett, Luke Schenn, Wayne Simmonds, Steven Stamkos, P. K. Subban, Brandon Sutter, John Tavares, Kyle Turris Trainer: Craig Hartsburg |

| Silber Schweden | Johan Alcén, Niclas Andersén, Joakim Andersson, Mikael Backlund, Kristofer Berglund, Patrik Berglund, Jonathan Carlsson, Oscar Eklund, Jhonas Enroth, Robin Figren, Tobias Forsberg, Carl Hagelin, Victor Hedman, Mario Kempe, Tony Lagerström, Tomas Larsson, Patrik Lundh, Eric Moe, Oscar Möller, Johan Motin, Magnus Pääjärvi-Svensson, Stefan Ridderwall Trainer: Pär Mårts |

| Bronze Russland | Juri Alexandrow, Artjom Anissimow, Sergei Bobrowski, Jewgeni Bodrow, Jewgeni Dadonow, Pawel Doronin, Nikita Filatow, Stanislaw Galimow, Wadim Golubzow, Artjom Gordejew, Marat Kalimulin, Anton Koroljow, Dmitri Kugryschew, Jewgeni Kurbatow, Maxim Mamin, Michail Milechin, Dmitri Sajustow, Jakow Selesnjow, Wiktor Tichonow, Alexei Tscherepanow, Maxim Tschudinow, Wjatscheslaw Woinow Trainer: Sergei Nemtschinow |

| Absteiger in die Division I:    | Dänemark, Schweiz     |
| Aufsteiger in die Top-Division: | Deutschland, Lettland |

### Auszeichnungen
Spielertrophäen

| Auszeichnung         | Spieler         | Team     |
| -------------------- | --------------- | -------- |
| Wertvollster Spieler | Steve Mason     | Kanada   |
| Bester Torhüter      | Steve Mason     | Kanada   |
| Bester Verteidiger   | Drew Doughty    | Kanada   |
| Bester Stürmer       | Wiktor Tichonow | Russland |

All-Star-Team

| Angriff:      | James van Riemsdyk – Patrik Berglund – Wiktor Tichonow |
| Verteidigung: | Drew Doughty – Victor Hedman                           |
| Tor:          | Steve Mason                                            |

## Division I

### Gruppe A in Bad Tölz, Deutschland
Die Weltmeisterschaft der Gruppe A der Division I wurde vom 9. bis 15. Dezember 2007 in Bad Tölz in Deutschland ausgetragen. Die Spiele fanden in der bis zu 4.115 Zuschauer fassenden Hacker-Pschorr Arena statt, in der auch der EC Bad Tölz seine Heimspiele austrägt.
Die deutsche U20-Nationalmannschaft schaffte ungeschlagen den Wiederaufstieg in die Top-Division, nachdem sie im entscheidenden letzten Gruppenspiel gegen Österreich gewinnen konnte. Als Absteiger in die Division II gingen die Litauer aus dem Turnier hervor. Als bester Torhüter wurde der Deutsche Timo Pielmeier ausgezeichnet. Weitere Auszeichnungen erhielten der deutsche Verteidiger Christopher Fischer und der österreichische Stürmer Michael Raffl, der gemeinsam mit dem Deutschen Frank Mauer die Scorerliste mit jeweils 13 Punkten anführte.
| 9. Dezember 2007 13:00 Uhr (Ortszeit) | Norwegen K. A. Olimb (3:48) P. Nilsen (23:06) M. Frøshaug (56:24) | 3:0 (1:0, 1:0, 1:0) Spielbericht | Ukraine | Hacker-Pschorr Arena, Bad Tölz Zuschauer: 98 |

| 9. Dezember 2007 16:30 Uhr | Litauen A. Bosas (13:03) | 1:7 (1:3, 0:0, 0:4) Spielbericht | Deutschland D. Weiß (3:58) A. Kruminsch (15:28) P. Hager (19:32) M. Brandl (40:19) J. Flaake (42:15) C. Braun (43:32) F. Mauer (47:39) | Hacker-Pschorr Arena, Bad Tölz Zuschauer: 750 |

| 9. Dezember 2007 20:00 Uhr | Polen K. Dziubiński (53:23) | 1:6 (0:2, 0:1, 1:3) Spielbericht | Österreich D. Oberkofler (7:02) K. Reinthaler (13:10) M. Raffl (32:23) R. Herburger (47:52) A. Reisinger (48:43) M. Schiechl (59:42) | Hacker-Pschorr Arena, Bad Tölz Zuschauer: 100 |

| 10. Dezember 2007 13:00 Uhr | Ukraine W. Aleksyuk (2:47) M. Buzenko (5:12) D. Nimenko (39:14) | 3:4 n. P. (2:2, 1:1, 0:0, 0:0, 0:1) Spielbericht | Litauen P. Verenis (2:26) K. Nekrasevicius (15:04) A. Bosas (25:48) A. Bosas (PS) | Hacker-Pschorr Arena, Bad Tölz Zuschauer: 50 |

| 10. Dezember 2007 16:30 Uhr | Österreich S. Ulmer (17:03) M. Raffl (28:46) K. Reinthaler (33:08) M. Raffl (34:13) R. Herburger (39:37) | 5:0 (1:0, 4:0, 0:0) Spielbericht | Norwegen | Hacker-Pschorr Arena, Bad Tölz Zuschauer: 100 |

| 10. Dezember 2007 20:00 Uhr | Deutschland F. Mauer (7:42) A. Kruminsch (10:55) M. Müller (16:09) A. Kruminsch (19:35) M. Endraß (19:49) P. Hager (22:01) T. Oppenheimer (23:30) A. Kruminsch (30:58) S. Daschner (41:14) P. Hager (53:10) S. Daschner (54:37) | 11:0 (5:0, 3:0, 3:0) Spielbericht | Polen | Hacker-Pschorr Arena, Bad Tölz Zuschauer: 550 |

| 12. Dezember 2007 13:00 Uhr | Litauen J. Viknius (35:36) | 1:3 (0:0, 1:3, 0:0) Spielbericht | Polen M. Wrobel (26:11) P. Połącarz (26:49) K. Kapica (32:28) | Hacker-Pschorr Arena, Bad Tölz Zuschauer: 30 |

| 12. Dezember 2007 16:30 Uhr | Österreich D. Oberkofler (11:25) D. Oberkofler (42:47) D. Oberkofler (46:24) P. Divjak (49:55) M. Schiechl (51:13) P. Divjak (57:53) M. Fischer (59:49) | 7:4 (1:1, 0:3, 6:0) Spielbericht | Ukraine D. Issajenko (5:36) H. Kitscha (28:04) D. Wowk (36:07) J. Sekirko (39:51) | Hacker-Pschorr Arena, Bad Tölz Zuschauer: 50 |

| 12. Dezember 2007 20:00 Uhr | Deutschland P. Hager (9:32) F. Mauer (24:46) E. Ostwald (27:52) C. Braun (39:22) F. Mauer (48:05) A. Kruminsch (54:40) F. Mauer (58:56) | 7:1 (1:0, 3:0, 3:1) Spielbericht | Norwegen F. Rålm (46:26) | Hacker-Pschorr Arena, Bad Tölz Zuschauer: 550 |

| 13. Dezember 2007 13:00 Uhr | Österreich M. Schiechl (2:15) S. Geier (10:16) D. Oberkofler (14:35) K. Reinthaler (22:19) M. Fischer (22:37) M. Fischer (22:37) W. Lanz (29:42) M. Raffl (35:00) S. Geier (35:48) P. Maier (36:21) R. Herburger (37:10) N. Toff (41:51) S. Geier (50:08) S. Geier (51:56) M. Ulmer (56:06) | 15:0 (3:0, 8:0, 4:0) Spielbericht | Litauen | Hacker-Pschorr Arena, Bad Tölz Zuschauer: 40 |

| 13. Dezember 2007 16:30 Uhr | Polen M. Szewczyk (19:49) M. Szewczyk (21:20) | 2:4 (1:2, 1:1, 0:1) Spielbericht | Norwegen R. Dahlstrøm (13:32) C. Waagenæs (14:39) T. Kristiansen (28:36) K. A. Olimb (52:04) | Hacker-Pschorr Arena, Bad Tölz Zuschauer: 96 |

| 13. Dezember 2007 20:00 Uhr | Ukraine H. Kitscha (19:47) | 1:11 (1:0, 0:3, 0:8) Spielbericht | Deutschland C. Braun (25:23) P. Hager (32:04) F. Mauer (36:45) D. Weiß (41:13) T. Ankert (44:05) A. Albanese (47:40) T. Oppenheimer (48:51) K. Holzer (51:52) J. Flaake (53:03) S. Daschner (55:04) S. Daschner (57:10) | Hacker-Pschorr Arena, Bad Tölz Zuschauer: 600 |

| 15. Dezember 2007 12:30 Uhr | Norwegen F. Lystad Jacobsen (1:36) M. Frøshaug (3:17) S. Espeland (15:06) E. Follestad Johansen (18:15) M. Laumann-Ylvén (36:01) M. Frøshaug (36:15) R. Dahlstrøm (39:56) P. Bovim (43:00) S. Espeland (43:15) M. Laumann-Ylvén (54:06) M. Frøshaug (58:36) | 11:2 (4:0, 3:2, 4:0) Spielbericht | Litauen P. Tamkevicius (20:43) P. Verenis (27:28) | Hacker-Pschorr Arena, Bad Tölz Zuschauer: 40 |

| 15. Dezember 2007 16:00 Uhr | Ukraine M. Buzenko (9:19) M. Buzenko (PS) | 2:1 n. P. (1:0, 0:1, 0:0, 0:0, 1:0) Spielbericht | Polen K. Dziubiński (26:27) | Hacker-Pschorr Arena, Bad Tölz Zuschauer: 100 |

| 15. Dezember 2007 19:30 Uhr | Deutschland P. Hager (8:55) A. Albanese (9:37) F. Mauer (21:02) T. Oppenheimer (43:10) C. Braun (52:57) J. Flaake (58:08) | 6:3 (2:0, 1:0, 3:3) Spielbericht | Österreich M. Ulmer (44:55) R. Herburger (48:06) M. Raffl (55:28) | Hacker-Pschorr Arena, Bad Tölz Zuschauer: 3.065 |

| Pl. |             | Sp | S | OTS | OTN | N | Tore  | Punkte |
| 1.  | Deutschland | 5  | 5 | 0   | 0   | 0 | 42:06 | 15     |
| 2.  | Österreich  | 5  | 4 | 0   | 0   | 1 | 36:11 | 12     |
| 3.  | Norwegen    | 5  | 3 | 0   | 0   | 2 | 19:16 | 9      |
| 4.  | Polen       | 5  | 1 | 0   | 1   | 3 | 07:24 | 4      |
| 5.  | Ukraine     | 5  | 0 | 1   | 1   | 3 | 10:26 | 3      |
| 6.  | Litauen     | 5  | 0 | 1   | 0   | 4 | 08:39 | 2      |

Abkürzungen: Pl. = Platz, Sp = Spiele, S = Siege, OTS = Siege nach Verlängerung (Overtime) oder Penaltyschießen, OTN = Niederlagen nach Verlängerung oder Penaltyschießen, N = Niederlagen

Erläuterungen: Aufsteiger in die Top-Division, Absteiger in die Division II

#### Division-I-Siegermannschaft: Deutschland
| Division-I-Aufsteiger Deutschland | Adrian Albanese, Torsten Ankert, Maximilian Brandl, Constantin Braun, Stephan Daschner, Michael Endraß, Christopher Fischer, Jerome Flaake, Patrick Hager, Korbinian Holzer, Florian Kirschbauer, Benedikt Kohl, Arturs Kruminsch, Frank Mauer, Marcel Müller, Thomas Oppenheimer, Elia Ostwald, Michael Pfaff, Timo Pielmeier, Toni Ritter, Sebastian Staudt, Daniel Weiß Trainer: Ernst Höfner |

### Gruppe B in Riga, Lettland
Die Gruppe B der Division I trug ihre Weltmeisterschaft vom 12. bis 18. Dezember 2007 in der lettischen Hauptstadt Riga aus. Austragungsort war die Arēna Rīga mit 10.300 Plätzen, die zur Eishockey-Weltmeisterschaft der Herren 2006 errichtet wurde.
Als Turniersieger und damit Aufsteiger in die Top-Division ging die lettische U20-Auswahl hervor, die im entscheidenden letzten Spiel gegen die Vertretung Belarus’ einen 3:1-Sieg feiern konnte. Der Lette Kaspars Daugaviņš und der Franzose Stéphane Da Costa teilten sich die Topscorer-Krone, während der Lette Artūrs Kulda zum besten Verteidiger, Maksim Maljuzin aus Belarus zum besten Torhüter und der Slowene Jan Muršak zum besten Stürmer gewählt wurden.
| 12. Dezember 2007 13:00 Uhr (Ortszeit) | Slowenien S. Rajsar (3:03) J. Urbas (39:32) B. Goličič (50:58) J. Muršak (PS) | 4:3 n. P. (1:0, 1:3, 1:0, 0:0, 1:0) Spielbericht | Großbritannien J. Lundin (23:16) R. Dowd (31:38) A. Nell (38:38) | Arēna Rīga, Riga Zuschauer: 150 |

| 12. Dezember 2007 16:30 Uhr | Ungarn B. Magosi (11:58) N. Galanisz (40:43) | 2:3 (1:2, 0:0, 1:1) Spielbericht | Belarus J. Jelissejenka (4:55) M. Stefanowitsch (5:31) A. Kolassau (52:36) | Arēna Rīga, Riga Zuschauer: 500 |

| 12. Dezember 2007 20:00 Uhr | Frankreich S. Da Costa (11:06) G. Beron (16:47) A. Guttig (49:04) | 3:9 (2:1, 0:5, 1:3) Spielbericht | Lettland G. Gricinskis (0:55) A. Ozoliņš (20:31) R. Jekimovs (21:48) K. Daugaviņš (29:28) A. Džeriņš (33:06) J. Ozoliņš (33:12) R. Jekimovs (41:05) A. Ozoliņš (47:57) A. Džeriņš (58:54) | Arēna Rīga, Riga Zuschauer: 5.000 |

| 13. Dezember 2007 13:00 Uhr | Großbritannien A. Nell (15:16) C. Peacock (30:24) | 2:5 (1:0, 1:3, 0:2) Spielbericht | Ungarn P. Németh (25:29) I. Sofron (27:12) P. Erdélyi (29:57) P. Erdélyi (46:47) B. Magosi (59:08) | Arēna Rīga, Riga Zuschauer: 200 |

| 13. Dezember 2007 16:30 Uhr | Belarus M. Kamarou (3:53) A. Dsjamkou (21:51) A. Dsjamkou (24:52) I. Waraschylau (28:24) A. Dsjamkou (50:57) A. Dsjamkou (58:33) | 6:1 (1:0, 3:1, 2:0) Spielbericht | Frankreich S. Da Costa (26:07) | Arēna Rīga, Riga Zuschauer: 500 |

| 13. Dezember 2007 20:00 Uhr | Lettland A. Ozoliņš (20:11) A. Džeriņš (35:16) | 2:3 (0:0, 2:2, 0:1) Spielbericht | Slowenien A. Židan (24:55) B. Goličič (26:00) L. Tošič (53:50) | Arēna Rīga, Riga Zuschauer: 4.800 |

| 15. Dezember 2007 13:00 Uhr | Ungarn N. Galanisz (25:57) I. Sofron (31:28) G. Nagy (42:03) I. Sofron (43:06) N. Galanisz (45:43) D. Kóger (48:33) Á. Kiss (58:53) | 7:4 (0:1, 2:0, 5:3) Spielbericht | Frankreich S. Da Costa (17:09) R. Rimann (46:14) S. Da Costa (51:51) G. Avenel (57:05) | Arēna Rīga, Riga Zuschauer: 260 |

| 15. Dezember 2007 16:30 Uhr | Belarus I. Waraschylau (25:30) P. Raswadouski (44:26) | 2:1 (0:0, 1:0, 1:1) Spielbericht | Slowenien S. Rajsar (43:05) | Arēna Rīga, Riga Zuschauer: 1.450 |

| 15. Dezember 2007 20:00 Uhr | Lettland K. Grundmanis (3:10) M. Zembergs (4:41) M. Skuška (31:37) J. Ozoliņš (35:19) R. Jekimovs (37:50) M. Zembergs (49:19) | 6:0 (2:0, 3:0, 1:0) Spielbericht | Großbritannien | Arēna Rīga, Riga Zuschauer: 5.430 |

| 16. Dezember 2007 13:00 Uhr | Frankreich | 0:5 (0:2, 0:3, 0:0) Spielbericht | Slowenien Ž. Jeglič (5:23) A. Židan (12:15) S. Rajsar (24:36) R. Tičar (27:10) M. Potočnik (28:17) | Arēna Rīga, Riga Zuschauer: 130 |

| 16. Dezember 2007 16:30 Uhr | Großbritannien S. Lee (51:30) | 1:9 (0:0, 0:8, 1:1) Spielbericht | Belarus P. Daschkou (23:50) A. Dsjamkou (28:52) M. Stefanowitsch (29:15) A. Paulowitsch (30:06) M. Kamarou (30:33) I. Waraschylau (32:10) D. Korabau (37:53) M. Stefanowitsch (39:24) P. Raswadouski (52:33) | Arēna Rīga, Riga Zuschauer: 800 |

| 16. Dezember 2007 20:00 Uhr | Lettland M. Zembergs (15:19) J. Straupe (18:02) G. Gricinskis (24:44) O. Cibuļskis (38:57) A. Džeriņš (42:20) M. Skuška (47:05) E. Apelis (49:31) E. Uļeščenko (50:57) | 8:2 (2:1, 2:0, 4:1) Spielbericht | Ungarn B. Magosi (12:46) Á. Strausz (58:54) | Arēna Rīga, Riga Zuschauer: 4.200 |

| 18. Dezember 2007 13:00 Uhr | Slowenien A. Židan (25:16) J. Ankerst (32:50) Ž. Oblak (38:09) Ž. Oblak (53:42) | 4:1 (0:1, 3:0, 1:0) Spielbericht | Ungarn I. Sofron (18:31) | Arēna Rīga, Riga Zuschauer: 100 |

| 18. Dezember 2007 16:30 Uhr | Großbritannien A. Nell (6:00) B. O’Connor (29:36) | 2:6 (1:3, 1:1, 0:2) Spielbericht | Frankreich R. Rimann (2:43) R. Orset (8:56) R. Rimann (19:34) S. Da Costa (33:55) L. Lampérier (41:43) J. Romand (43:16) | Arēna Rīga, Riga Zuschauer: 400 |

| 18. Dezember 2007 20:00 Uhr | Belarus J. Jelissejenka (36:00) | 1:3 (0:0, 1:1, 0:2) Spielbericht | Lettland A. Kulda (27:49) J. Straupe (55:37) K. Daugaviņš (59:50) | Arēna Rīga, Riga Zuschauer: 9.400 |

| Pl. |                | Sp | S | OTS | OTN | N | Tore  | Punkte |
| 1.  | Lettland       | 5  | 4 | 0   | 0   | 1 | 28:09 | 12     |
| 2.  | Belarus        | 5  | 4 | 0   | 0   | 1 | 21:08 | 12     |
| 3.  | Slowenien      | 5  | 3 | 1   | 0   | 1 | 17:08 | 11     |
| 4.  | Ungarn         | 5  | 2 | 0   | 0   | 3 | 17:21 | 6      |
| 5.  | Frankreich     | 5  | 1 | 0   | 0   | 3 | 14:29 | 3      |
| 6.  | Großbritannien | 5  | 0 | 0   | 1   | 4 | 08:30 | 1      |

Abkürzungen: Pl. = Platz, Sp = Spiele, S = Siege, OTS = Siege nach Verlängerung (Overtime) oder Penaltyschießen, OTN = Niederlagen nach Verlängerung oder Penaltyschießen, N = Niederlagen

Erläuterungen: Aufsteiger in die Top-Division, Absteiger in die Division II

#### Division-I-Siegermannschaft: Lettland
| Division-I-Aufsteiger Lettland | Edgars Apelis, Lauris Bajaruns, Oskars Cibuļskis, Kaspars Daugaviņš, Andris Džeriņš, Nauris Enkuzens, Aleksandrs Fadejevs, Gatis Gricinskis, Krišs Grundmanis, Alberts Iliško, Roberts Jekimovs, Artūrs Kulda, Artūrs Ozoliņš, Jānis Ozoliņš, Vitālijs Pavlovs, Aldis Pizāns, Mārtiņš Skuška, Gunārs Skvorcovs, Jānis Straupe, Edgars Uļeščenko, Dainis Vasiļjevs, Mārcis Zembergs Trainer: Andrejs Maticins |

### Auf- und Abstieg
| Absteiger in die Division I:    | Dänemark, Schweiz       |
| Aufsteiger in die Top-Division: | Deutschland, Lettland   |
| Absteiger in die Division II:   | Großbritannien, Litauen |
| Aufsteiger in die Division I:   | Estland, Italien        |

## Division II

### Gruppe A in Canazei, Italien
Vom 9. bis 15. Dezember 2007 fand in Canazei in Italien das Turnier der Gruppe A der Division II statt. Die Spiele wurden im Stadio del ghiaccio Gianmario Scola mit 3.500 Plätzen ausgetragen.
| 9. Dezember 2007 13:00 Uhr (Ortszeit) | Rumänien | 6:4 (0:1, 3:1, 3:2) Spielbericht | Island | Stadio del ghiaccio Gianmario Scola, Canazei Zuschauer: 80 |

| 9. Dezember 2007 16:30 Uhr | Belgien | 0:3 (0:0, 0:0, 0:3) Spielbericht | Südkorea | Stadio del ghiaccio Gianmario Scola, Canazei Zuschauer: 150 |

| 9. Dezember 2007 20:00 Uhr | Japan | 1:5 (0:2, 1:2, 0:1) Spielbericht | Italien | Stadio del ghiaccio Gianmario Scola, Canazei Zuschauer: 820 |

| 10. Dezember 2007 13:00 Uhr | Island | 1:5 (1:2, 0:1, 0:2) Spielbericht | Belgien | Stadio del ghiaccio Gianmario Scola, Canazei Zuschauer: 50 |

| 10. Dezember 2007 16:30 Uhr | Rumänien | 0:6 (0:3, 0:0, 0:3) Spielbericht | Japan | Stadio del ghiaccio Gianmario Scola, Canazei Zuschauer: 50 |

| 10. Dezember 2007 20:00 Uhr | Italien | 4:3 (1:0, 2:1, 1:2) Spielbericht | Südkorea | Stadio del ghiaccio Gianmario Scola, Canazei Zuschauer: 640 |

| 12. Dezember 2007 13:00 Uhr | Rumänien | 4:5 n. P. (1:1, 3:3, 0:0, 0:0, 0:1) Spielbericht | Belgien | Stadio del ghiaccio Gianmario Scola, Canazei Zuschauer: 70 |

| 12. Dezember 2007 16:30 Uhr | Japan | 5:1 (0:0, 2:1, 3:0) Spielbericht | Südkorea | Stadio del ghiaccio Gianmario Scola, Canazei Zuschauer: 54 |

| 12. Dezember 2007 20:00 Uhr | Italien | 11:1 (2:0, 2:0, 7:1) Spielbericht | Island | Stadio del ghiaccio Gianmario Scola, Canazei Zuschauer: 440 |

| 13. Dezember 2007 13:00 Uhr | Island | 1:17 (0:3, 0:5, 1:9) Spielbericht | Japan | Stadio del ghiaccio Gianmario Scola, Canazei Zuschauer: 45 |

| 13. Dezember 2007 16:30 Uhr | Südkorea | 3:2 (1:1, 1:1, 1:0) Spielbericht | Rumänien | Stadio del ghiaccio Gianmario Scola, Canazei Zuschauer: 40 |

| 13. Dezember 2007 20:00 Uhr | Belgien | 2:5 (0:2, 1:2, 1:1) Spielbericht | Italien | Stadio del ghiaccio Gianmario Scola, Canazei Zuschauer: 360 |

| 15. Dezember 2007 13:00 Uhr | Japan | 8:0 (1:0, 5:0, 2:0) Spielbericht | Belgien | Stadio del ghiaccio Gianmario Scola, Canazei Zuschauer: 50 |

| 15. Dezember 2007 16:30 Uhr | Südkorea | 8:0 (3:0, 2:0, 3:0) Spielbericht | Island | Stadio del ghiaccio Gianmario Scola, Canazei Zuschauer: 50 |

| 15. Dezember 2007 20:00 Uhr | Italien | 12:1 (0:0, 4:0, 8:1) Spielbericht | Rumänien | Stadio del ghiaccio Gianmario Scola, Canazei Zuschauer: 650 |

| Pl. |          | Sp | S | OTS | OTN | N | Tore  | Punkte |
| 1.  | Italien  | 5  | 5 | 0   | 0   | 0 | 37:08 | 15     |
| 2.  | Japan    | 5  | 4 | 0   | 0   | 1 | 37:07 | 12     |
| 3.  | Südkorea | 5  | 3 | 0   | 0   | 2 | 18:11 | 9      |
| 4.  | Belgien  | 5  | 1 | 1   | 0   | 3 | 12:21 | 5      |
| 5.  | Rumänien | 5  | 1 | 0   | 1   | 3 | 13:30 | 4      |
| 6.  | Island   | 5  | 0 | 0   | 0   | 5 | 07:47 | 0      |

Abkürzungen: Pl. = Platz, Sp = Spiele, S = Siege, OTS = Siege nach Verlängerung (Overtime) oder Penaltyschießen, OTN = Niederlagen nach Verlängerung oder Penaltyschießen, N = Niederlagen

Erläuterungen: Aufsteiger in die Division I, Absteiger in die Division III

### Gruppe B in Tallinn, Estland
Das Turnier der Gruppe B in der Division II wurde vom 10. bis 16. Dezember 2007 in der estnischen Hauptstadt Tallinn ausgetragen. Die Spiele fanden in der 750 Zuschauer fassenden Premia Jäähall statt.
| 10. Dezember 2007 13:00 Uhr (Ortszeit) | Volksrepublik China | 3:9 (0:2, 2:4, 1:3) Spielbericht | Spanien | Premia Jäähall, Tallinn Zuschauer: 40 |

| 10. Dezember 2007 16:30 Uhr | Niederlande | 7:0 (3:0, 4:0, 0:0) Spielbericht | Mexiko | Premia Jäähall, Tallinn Zuschauer: 89 |

| 10. Dezember 2007 20:00 Uhr | Kroatien | 2:5 (1:1, 1:2, 0:2) Spielbericht | Estland | Premia Jäähall, Tallinn Zuschauer: 413 |

| 11. Dezember 2007 13:00 Uhr | Mexiko | 4:1 (0:0, 3:0, 1:1) Spielbericht | Volksrepublik China | Premia Jäähall, Tallinn Zuschauer: 30 |

| 11. Dezember 2007 16:30 Uhr | Niederlande | 8:0 (3:0, 3:0, 2:0) Spielbericht | Kroatien | Premia Jäähall, Tallinn Zuschauer: 77 |

| 11. Dezember 2007 20:00 Uhr | Estland | 13:2 (4:0, 5:0, 4:2) Spielbericht | Spanien | Premia Jäähall, Tallinn Zuschauer: 341 |

| 13. Dezember 2007 13:00 Uhr | Niederlande | 14:1 (6:0, 6:1, 2:0) Spielbericht | Volksrepublik China | Premia Jäähall, Tallinn Zuschauer: 32 |

| 13. Dezember 2007 16:30 Uhr | Kroatien | 5:2 (1:0, 4:1, 0:1) Spielbericht | Spanien | Premia Jäähall, Tallinn Zuschauer: 53 |

| 13. Dezember 2007 20:00 Uhr | Estland | 4:1 (1:0, 2:0, 1:1) Spielbericht | Mexiko | Premia Jäähall, Tallinn Zuschauer: 338 |

| 14. Dezember 2007 13:00 Uhr | Mexiko | 2:5 (0:1, 0:1, 2:3) Spielbericht | Kroatien | Premia Jäähall, Tallinn Zuschauer: 34 |

| 14. Dezember 2007 16:30 Uhr | Spanien | 1:5 (1:2, 0:1, 0:2) Spielbericht | Niederlande | Premia Jäähall, Tallinn Zuschauer: 38 |

| 14. Dezember 2007 20:00 Uhr | Volksrepublik China | 1:10 (0:2, 0:4, 1:4) Spielbericht | Estland | Premia Jäähall, Tallinn Zuschauer: 306 |

| 16. Dezember 2007 13:00 Uhr | Spanien | 10:1 (4:0, 3:1, 3:0) Spielbericht | Mexiko | Premia Jäähall, Tallinn Zuschauer: 54 |

| 16. Dezember 2007 16:30 Uhr | Kroatien | 12:2 (1:0, 4:1, 7:1) Spielbericht | Volksrepublik China | Premia Jäähall, Tallinn Zuschauer: 74 |

| 16. Dezember 2007 20:00 Uhr | Estland | 3:2 n. P. (1:0, 1:1, 0:1, 0:0, 1:0) Spielbericht | Niederlande | Premia Jäähall, Tallinn Zuschauer: 520 |

| Pl. |                     | Sp | S | OTS | OTN | N | Tore  | Punkte |
| 1.  | Estland             | 5  | 4 | 1   | 0   | 0 | 35:08 | 14     |
| 2.  | Niederlande         | 5  | 4 | 0   | 1   | 0 | 36:05 | 13     |
| 3.  | Kroatien            | 5  | 3 | 0   | 0   | 2 | 24:19 | 9      |
| 4.  | Spanien             | 5  | 2 | 0   | 0   | 3 | 24:27 | 6      |
| 5.  | Mexiko              | 5  | 1 | 0   | 0   | 4 | 08:27 | 3      |
| 6.  | Volksrepublik China | 5  | 0 | 0   | 0   | 5 | 08:49 | 0      |

Abkürzungen: Pl. = Platz, Sp = Spiele, S = Siege, OTS = Siege nach Verlängerung (Overtime) oder Penaltyschießen, OTN = Niederlagen nach Verlängerung oder Penaltyschießen, N = Niederlagen

Erläuterungen: Aufsteiger in die Division I, Absteiger in die Division III

### Auf- und Abstieg
| Absteiger in die Division II:  | Großbritannien, Litauen     |
| Aufsteiger in die Division I:  | Estland, Italien            |
| Absteiger in die Division III: | Volksrepublik China, Island |
| Aufsteiger in die Division II: | Neuseeland, Serbien         |

## Division III
Die Division III trug ihre Weltmeisterschaft vom 16. bis 24. Januar 2008 in der serbischen Hauptstadt Belgrad aus. Die Partien fanden dabei in der 2.000 Zuschauer fassenden Ledena dvorana Pionir statt.
| 16. Januar 2008 14:00 Uhr (Ortszeit) | Australien | 5:3 (1:1, 1:0, 3:2) Spielbericht | Türkei | Ledena dvorana Pionir, Belgrad Zuschauer: 60 |

| 16. Januar 2008 17:30 Uhr | Armenien | 13:1 (4:0, 4:0, 5:1) Spielbericht | Südafrika | Ledena dvorana Pionir, Belgrad Zuschauer: 50 |

| 16. Januar 2008 21:00 Uhr | Serbien | 16:0 (6:0, 5:0, 5:0) Spielbericht | Bulgarien | Ledena dvorana Pionir, Belgrad Zuschauer: 340 |

| 17. Januar 2008 14:00 Uhr | Neuseeland | 19:1 (4:0, 8:0, 7:1) Spielbericht | Bulgarien | Ledena dvorana Pionir, Belgrad Zuschauer: 10 |

| 17. Januar 2008 17:30 Uhr | Australien | 16:2 (7:0, 5:1, 4:1) Spielbericht | Südafrika | Ledena dvorana Pionir, Belgrad Zuschauer: keine Angabe |

| 17. Januar 2008 21:00 Uhr | Armenien | 13:1 (4:0, 4:1, 5:0) Spielbericht | Türkei | Ledena dvorana Pionir, Belgrad Zuschauer: 20 |

| 18. Januar 2008 14:00 Uhr | Bulgarien | 0:16 (0:5, 0:7, 0:4) Spielbericht | Australien | Ledena dvorana Pionir, Belgrad Zuschauer: 32 |

| 18. Januar 2008 17:30 Uhr | Türkei | 1:20 (0:7, 1:7, 0:6) Spielbericht | Neuseeland | Ledena dvorana Pionir, Belgrad Zuschauer: 150 |

| 18. Januar 2008 21:00 Uhr | Serbien | 10:1 (3:1, 2:0, 5:0) Spielbericht | Südafrika | Ledena dvorana Pionir, Belgrad Zuschauer: 250 |

| 20. Januar 2008 14:00 Uhr | Türkei | 9:4 (4:1, 3:3, 2:0) Spielbericht | Bulgarien | Ledena dvorana Pionir, Belgrad Zuschauer: 32 |

| 20. Januar 2008 17:30 Uhr | Neuseeland | 8:4 (4:2, 2:1, 2:1) Spielbericht | Armenien | Ledena dvorana Pionir, Belgrad Zuschauer: 150 |

| 20. Januar 2008 21:00 Uhr | Serbien | 5:0 (3:0, 2:0, 0:0) Spielbericht | Australien | Ledena dvorana Pionir, Belgrad Zuschauer: 300 |

| 21. Januar 2008 14:00 Uhr | Bulgarien | 3:13 (1:4, 2:4, 0:5) Spielbericht | Südafrika | Ledena dvorana Pionir, Belgrad Zuschauer: 21 |

| 21. Januar 2008 17:30 Uhr | Australien | 2:7 (2:2, 0:1, 0:4) Spielbericht | Neuseeland | Ledena dvorana Pionir, Belgrad Zuschauer: 58 |

| 21. Januar 2008 21:00 Uhr | Serbien | 6:0 (1:0, 1:0, 4:0) Spielbericht | Armenien | Ledena dvorana Pionir, Belgrad Zuschauer: 400 |

| 23. Januar 2008 14:00 Uhr | Südafrika | 6:3 (1:0, 3:1, 2:2) Spielbericht | Türkei | Ledena dvorana Pionir, Belgrad Zuschauer: 16 |

| 23. Januar 2008 17:30 Uhr | Armenien | 6:5 (2:3, 3:0, 1:2) Spielbericht | Australien | Ledena dvorana Pionir, Belgrad Zuschauer: 50 |

| 23. Januar 2008 21:00 Uhr | Neuseeland | 5:4 (1:1, 2:1, 2:2) Spielbericht | Serbien | Ledena dvorana Pionir, Belgrad Zuschauer: 400 |

| 24. Januar 2008 14:00 Uhr | Südafrika | 3:7 (0:3, 2:3, 1:1) Spielbericht | Neuseeland | Ledena dvorana Pionir, Belgrad Zuschauer: 30 |

| 24. Januar 2008 17:30 Uhr | Bulgarien | 2:11 (1:4, 0:3, 1:4) Spielbericht | Armenien | Ledena dvorana Pionir, Belgrad Zuschauer: 40 |

| 24. Januar 2008 21:00 Uhr | Türkei | 1:14 (0:5, 0:5, 1:4) Spielbericht | Serbien | Ledena dvorana Pionir, Belgrad Zuschauer: keine Angabe |

| Pl. |            | Sp | S | OTS | OTN | N | Tore  | Punkte |
| 1.  | Neuseeland | 6  | 6 | 0   | 0   | 0 | 66:15 | 18     |
| 2.  | Serbien    | 6  | 5 | 0   | 0   | 1 | 55:07 | 15     |
| 3.  | Armenien   | 6  | 4 | 0   | 0   | 2 | 47:23 | 12     |
| 4.  | Australien | 6  | 3 | 0   | 0   | 3 | 44:23 | 9      |
| 5.  | Südafrika  | 6  | 2 | 0   | 0   | 4 | 26:52 | 6      |
| 6.  | Türkei     | 6  | 1 | 0   | 0   | 5 | 18:62 | 3      |
| 7.  | Bulgarien  | 6  | 0 | 0   | 0   | 6 | 10:84 | 0      |

Abkürzungen: Pl. = Platz, Sp = Spiele, S = Siege, OTS = Siege nach Verlängerung (Overtime) oder Penaltyschießen, OTN = Niederlagen nach Verlängerung oder Penaltyschießen, N = Niederlagen

Erläuterungen: Aufsteiger in die Division II

### Auf- und Abstieg
| Absteiger in die Division III: | ( Volksrepublik China), Island |
| Aufsteiger in die Division II: | ( Neuseeland), Serbien         |

Neuseeland nahm 2009 aus finanziellen Gründen nicht an der WM teil, dafür verblieb China in der Division II. Die Division III wurde 2009 nicht ausgetragen.